# Cikab
Coop Inköp och Kategori AB (Cikab) är Kooperativa Förbundets bolag för varuförsörjning och logistik, framförallt till Coop Butiker och Stormarknader. Bolaget bildades den 1 januari 2007 som Coop Inköp och Logistik AB (Cilab) och ägs av Coop Dagligvaruhandel och DDF AB. Man har cirka 1 800 anställda och har tagit över vissa andra konsumentföreningars inköpsbolag, bland annat det norrländska Nordikon. I början av 2008 tillträdde Jörgen Månsson som ny VD för bolaget. År 2009 ändrades namnet till det nuvarande och logistikverksamheten överfördes till det nya dotterbolaget Coop Logistik AB (Clab).
Cikabs huvudkontor är beläget i Solna, Stockholms län.